# 95式班用機槍

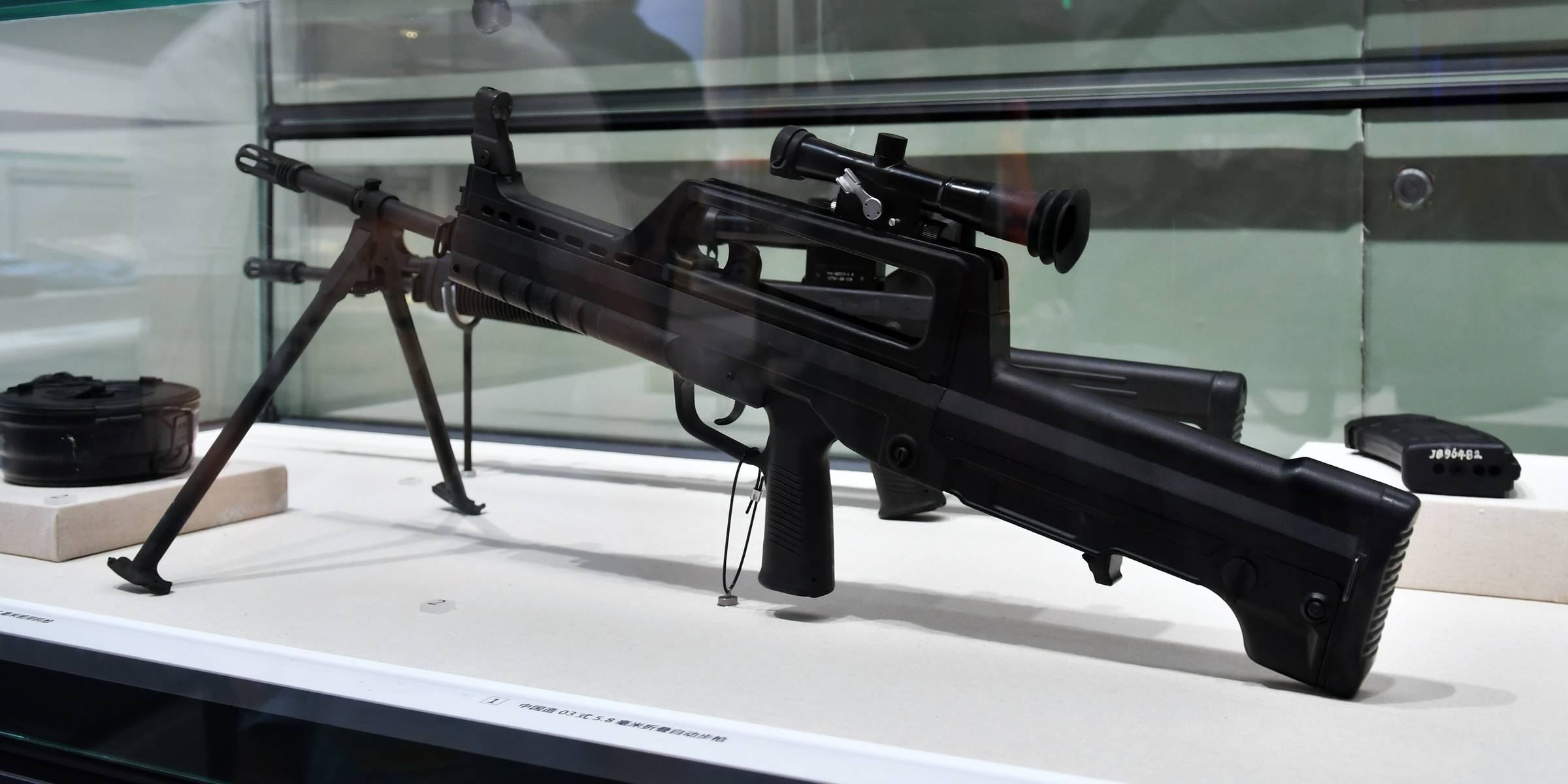
QJB-95班用机枪（简称95式班机）

95式班用機槍（QJB-95，QJB为源自拼音“轻武器—机枪—班用”的类别代码）是由中国北方工业公司研製的輕機槍，屬於95式槍族的一部分，為目前中國人民解放軍的制式輕機槍之一。

## 設計及裝備
95式班用機槍為結構，短行程導氣式活塞、轉拴式槍機，發射95式自動步槍的5.8×42毫米DBP87式槍彈，可用30發塑料彈匣或類似81式班用機槍所用的75發彈鼓，附有兩腳架，部件與95式自動步槍通用。而衍生型97式班用機槍是95式班用機槍的5.56×45毫米北約口徑出口版本。
目前95式班用機槍正在一部分解放軍部隊列裝，包括解放軍駐港部隊及駐海地的中國維持和平部隊。

## 使用國
- 柬埔寨：97式。
- 中华人民共和国：95式。
- ：97式。

## 資料來源
- 槍炮世界—95式班用機槍（页面存档备份，存于）
- Type 95 LMG - Modern Firearms